# 第1バチカン公会議
第1バチカン公会議（だい1バチカンこうかいぎ、ラテン語: Concilium Vaticanum Primum）は、ローマ・バチカンのサン・ピエトロ大聖堂において、1869年12月8日から1870年10月20日の4会期にわたって行われた、カトリック教会の20回目の公会議。

## 概要
第1バチカン公会議は1868年6月29日ピウス9世の大勅書「エテルニ・パトリス」（"Aeterni Patris"）の公布で召集された。公会議が行われるのはトリエント公会議以来300年ぶりのことであり、教会内ではこの会議への期待が高く、800名近い参加者がヨーロッパ中から集まった。
公会議は教会論などさまざまなテーマについて広く扱う予定であったが、結局時間的制約によって討議されたのは、近代思想における誤謬を排斥することと、教皇首位説、教皇不可謬説に関する問題であった。この公会議において、 2つの憲章 「デイ・フィリウス」（"Dei Filius"　第3総会1870年4月24日）、「パストル・エテルヌス」（"Pastor Aeternus"　第4総会1870年7月18日）が採決された。「パストル・エテルヌス」は、教皇首位説および教皇不可謬説に関する教義憲章で、賛成533票、反対2票で採択された。反対票を投じた2名も直ちに決議を受け入れ、投票拒否した反対派61名も全員公会議の宣言に服する意思を表明した。
1870年10月に普仏戦争が勃発、このあおりをうけて公会議は予定された議題をほとんど扱えないまま、一旦閉会、無期延期となった。結局このまま正式な閉会宣言なしに公会議は終了した。結果からいえば公会議はウルトラモンタニスム（教皇至上主義）の大勝利であった。
なお、教皇不可謬説に反対し続けていたドイツの神学者ヨハン・イグナツ・フォン・デリンガーは1871年に破門されてカトリック教会を離れ、同じように教皇不可謬を否定していたオーストリア、ドイツ、オランダ、スイスの司祭・信徒からなる団体復古カトリック教会に加わった。
この中途で終わった会議で扱われなかった議論の結論は、その90年後に教皇ヨハネ23世・パウロ6世の下で開かれた第2バチカン公会議まで持ち越されることになる。